# Mordellistena episternalis
Mordellistena episternalis es una especie de coleóptero de la familia Mordellidae.

## Distribución geográfica
Habita en el paleártico: la Europa central y del sur, el Próximo Oriente y el Magreb.